# Glyceria latispicea
Glyceria latispicea är en gräsart som först beskrevs av Ferdinand von Mueller, och fick sitt nu gällande namn av Ferdinand von Mueller. Glyceria latispicea ingår i släktet glycerior, och familjen gräs. Inga underarter finns listade i Catalogue of Life.